# لیک براونوود (تگزاس)
لیک براونوود، تگزاس(به انگلیسی: Lake Brownwood, Texas) شهری در ایالت تگزاس از ایالات جنوبی ایالات متحده آمریکا است. در سرشماری سال ۲۰۰۰، جمعیت این شهر ۱۶۹۴ نفر اعلام شد.